# 부부클리닉 사랑과 전쟁의 에피소드 목록
아래는 KBS 2TV의 《부부클리닉 사랑과 전쟁》의 에피소드 목록이다.

### 1기 (1화 ~ 100화)
| 회차    | 방송 일자  | 부제 (서브 타이틀)            | 극본   | 연출   | 출연 | 비고 |
| ------- | ---------- | ----------------------------- | ------ | ------ | ---- | ---- |
| 제1화   | 1999/10/22 | 정공팔 대 고춘자              |        | 장성환 |      |      |
| 제2화   | 1999/10/29 | 아내의 남자                   |        | 이재우 |      |      |
| 제3화   | 1999/11/05 | 사랑의 유통기한               |        | 이달현 |      |      |
| 제4화   | 1999/11/12 | 사랑의 이름으로 '의처증'      |        |        |      |      |
| 제5화   | 1999/11/19 | 사라진 신부                   |        | 성준해 |      |      |
| 제6화   | 1999/11/26 | 친정 아버지                   |        | 곽기원 |      |      |
| 제7화   | 1999/12/03 | 술 취한 아내                  | 문희정 | 이재우 |      |      |
| 제8화   | 1999/12/10 | 동서 지간                     |        |        |      |      |
| 제9화   | 1999/12/17 | 연말 특집 '이혼, 그리고 아이' |        | 장성환 |      |      |
| 제10화  | 2000/01/07 | 바람과 바람                   | 김진   | 이달현 |      |      |
| 제11화  | 2000/01/14 | 지독한 사랑                   | 유정수 | 이재우 |      |      |
| 제12화  | 2000/01/21 | 도둑과 아내                   | 이금주 | 성준해 |      |      |
| 제13화  | 2000/01/28 | 재혼 남녀                     | 장혜연 | 곽기원 |      |      |
| 제14화  | 2000/02/11 | 아들의 여자                   | 임선경 | 이달현 |      |      |
| 제15화  | 2000/02/18 | 이혼 대작전                   | 문희정 | 이재우 |      |      |
| 제16화  | 2000/02/25 | 옛 사랑의 그림자              | 민성원 | 장성환 |      |      |
| 제17화  | 2000/03/03 | 도박                          | 유정수 | 성준해 |      |      |
| 제18화  | 2000/03/10 | 남자가 이혼을 원할때          | 이금주 | 곽기원 |      |      |
| 제19화  | 2000/03/17 | 우리 엄마, 당신 어머니        | 김진   | 이달현 |      |      |
| 제20화  | 2000/03/24 | 성, 그리고 거짓말             | 황순영 | 장성환 |      |      |
| 제21화  | 2000/03/31 | 아내의 알리바이               | 이금주 | 곽기원 |      |      |
| 제22화  | 2000/04/07 | 신들의 전쟁                   | 김진   | 이달현 |      |      |
| 제23화  | 2000/04/14 | 악몽                          | 문희정 | 이재우 |      |      |
| 제24화  | 2000/04/21 | 간통                          | 민성원 | 성준해 |      |      |
| 제25화  | 2000/04/28 | 황혼 이혼                     | 이금주 | 곽기원 |      |      |
| 제26화  | 2000/05/05 | 비뇨기과                      | 왕보경 | 이달현 |      |      |
| 제27화  | 2000/05/12 | 두 집 살림                    | 문희정 | 이재우 |      |      |
| 제28화  | 2000/05/19 | 아내의 과거                   | 김진   | 장성환 |      |      |
| 제29화  | 2000/05/26 | 술과의 전쟁                   | 이금주 | 곽기원 |      |      |
| 제30화  | 2000/06/02 | 잘난 아들                     | 김진   | 이달현 |      |      |
| 제31화  | 2000/06/09 | 철 없는 아내                  | 문희정 | 이재우 |      |      |
| 제32화  | 2000/06/16 | 3대 독자 아들 낳기            | 김진   | 성준해 |      |      |
| 제33화  | 2000/06/23 | 애정 망상증                   | 이금주 | 곽기원 |      |      |
| 제34화  | 2000/06/30 | 아내의 아르바이트             | 김진   | 이달현 |      |      |
| 제35화  | 2000/07/07 | 쇼핑 중독증                   | 문희정 | 이재우 |      |      |
| 제36화  | 2000/07/14 | 아내는 접속 중                | 임선경 | 성준해 |      |      |
| 제37화  | 2000/07/21 | 왕자와 공주                   | 이금주 | 곽기원 |      |      |
| 제38화  | 2000/07/28 | 아내의 첫 남자                | 김진   | 이달현 |      |      |
| 제39화  | 2000/08/04 | 이웃집 여자                   | 문희정 | 이재우 |      |      |
| 제40화  | 2000/08/11 | 처가 살이                     | 임선경 | 성준해 |      |      |
| 제41화  | 2000/08/18 | 전생                          | 이금주 | 곽기원 |      |      |
| 제42화  | 2000/08/25 | 아내의 복수                   | 김진   | 이달현 |      |      |
| 제43화  | 2000/09/01 | 남자 대 여자                  | 문희정 | 이재우 |      |      |
| 제44화  | 2000/09/08 | 신혼 여행                     | 임선경 | 성준해 |      |      |
| 제45화  | 2000/09/15 | 매일 벗는 남자                | 이금주 | 곽기원 |      |      |
| 제46화  | 2000/09/22 | 동창회의 악몽                 | 김진   | 이달현 |      |      |
| 제47화  | 2000/09/29 | 아내의 연인                   | 문희정 | 이재우 |      |      |
| 제48화  | 2000/10/06 | 백년 손님                     | 문희정 | 곽기원 |      |      |
| 제49화  | 2000/10/13 | 춤바람                        | 왕보경 | 이달현 |      |      |
| 제50화  | 2000/10/20 | 내 친구의 여자                | 김진   | 이재우 |      |      |
| 제51화  | 2000/10/27 | 여고 동창생                   | 이금주 | 곽기원 |      |      |
| 제52화  | 2000/11/03 | 네 아내를 의심하지 마라       | 권영갑 | 이달현 |      |      |
| 제53화  | 2000/11/10 | 가을남자                      | 문희정 | 이재우 |      |      |
| 제54화  | 2000/11/17 | 스토커                        | 임선경 | 김종윤 |      |      |
| 제55화  | 2000/11/24 | 두 번째 이혼                  | 이금주 | 곽기원 |      |      |
| 제56화  | 2000/12/01 | 성형 하시나요?                | 왕보경 | 이달현 |      |      |
| 제57화  | 2000/12/08 | 매맞는 아내                   | 임선경 | 김종윤 |      |      |
| 제58화  | 2000/12/15 | 연상의 아내                   | 문희정 | 이재우 |      |      |
| 제59화  | 2000/12/22 | 가시나무                      | 이금주 | 곽기원 |      |      |
| 제60화  | 2000/12/29 | 동성동본                      | 김진   | 성준해 |      |      |
| 제61화  | 2001/01/05 | 새 엄마                       | 임선경 | 김종윤 |      |      |
| 제62화  | 2001/01/12 | 궁합                          | 문희정 | 이재우 |      |      |
| 제63화  | 2001/01/19 | 공부 못하는 건 당신 탓        | 이금주 | 곽기원 |      |      |
| 제64화  | 2001/01/26 | 부부의 성                     | 김진   | 이달현 |      |      |
| 제65화  | 2001/02/02 | 사기 결혼                     | 임선경 | 김종윤 |      |      |
| 제66화  | 2001/02/09 | 학력 차이                     | 문희정 | 이재우 |      |      |
| 제67화  | 2001/02/16 | 강한 남자                     | 이금주 | 곽기원 |      |      |
| 제68화  | 2001/02/23 | 내 아내에게 애인이 있다       | 김진   | 이달현 |      |      |
| 제69화  | 2001/03/02 | 남편은 못말려                 | 임선경 | 김종윤 |      |      |
| 제70화  | 2001/03/09 | 재벌 사위                     | 이금주 | 곽기원 |      |      |
| 제71화  | 2001/03/16 | 부부 싸움 임전 무퇴           | 권영갑 | 이달현 |      |      |
| 제72화  | 2001/03/23 | 자린고비 남편을 어찌 할꼬?    | 왕보경 | 김종윤 |      |      |
| 제73화  | 2001/03/30 | 새 시어머니                   | 이금주 | 곽기원 |      |      |
| 제74화  | 2001/04/06 | 맞벌이 부부와 아기            | 김진   | 이달현 |      |      |
| 제75화  | 2001/04/13 | 깡통 찬 아내                  | 임선경 | 김종윤 |      |      |
| 제76화  | 2001/04/20 | 왕비 부인                     | 이금주 | 곽기원 |      |      |
| 제77화  | 2001/04/27 | 의부증                        | 권영갑 | 이달현 |      |      |
| 제78화  | 2001/05/04 | 점 보는 남편을 어찌 할꼬?     | 왕보경 | 김종윤 |      |      |
| 제79화  | 2001/05/11 | 아내의 소꿉 친구              | 이금주 | 곽기원 |      |      |
| 제80화  | 2001/05/18 | 남편이 사랑하는 남자          | 임선경 | 홍석구 |      |      |
| 제81화  | 2001/05/25 | 한 가정을 파괴한 죄           | 김진   | 이달현 |      |      |
| 제82화  | 2001/06/01 | 딸의 친구                     | 김태은 | 김종윤 |      |      |
| 제83화  | 2001/06/08 | 때려야 사는 여자              | 이금주 | 곽기원 |      |      |
| 제84화  | 2001/06/15 | 조강지처 버리기               | 임선경 | 홍석구 |      |      |
| 제85화  | 2001/06/22 | 혼수의 힘                     | 김진   | 이달현 |      |      |
| 제86화  | 2001/06/29 | 제비 남편, 장미 부인          | 왕보경 | 김종윤 |      |      |
| 제87화  | 2001/07/06 | 강제 결혼                     | 이금주 | 곽기원 |      |      |
| 제88화  | 2001/07/13 | 기러기 아빠                   | 김진   | 이달현 |      |      |
| 제89화  | 2001/07/20 | 아내의 임신은 유죄            | 김태은 | 김종윤 |      |      |
| 제90화  | 2001/07/27 | 부부 본색                     | 이경미 | 홍석구 |      |      |
| 제91화  | 2001/08/03 | 잘난 마누라                   | 이금주 | 곽기원 |      |      |
| 제92화  | 2001/08/10 | 10일 만의 이혼                | 권영갑 | 이달현 |      |      |
| 제93화  | 2001/08/17 | 납량특집 '위험한 가정부'      | 김태은 | 김종윤 |      |      |
| 제94화  | 2001/08/24 | 성희롱한 남자                 | 이경미 | 홍석구 |      |      |
| 제95화  | 2001/08/31 | 아내, 높이 날다               | 강윤경 | 한준서 |      |      |
| 제96화  | 2001/09/07 | 시어머니                      | 김진   | 이달현 |      |      |
| 제97화  | 2001/09/14 | 내 아내는 미스 박             | 김태은 | 김종윤 |      |      |
| 제98화  | 2001/09/21 | 고시 부부                     | 이경미 | 홍석구 |      |      |
| 제99화  | 2001/09/28 | 두 아내                       | 강윤경 | 한준서 |      |      |
| 제100화 | 2001/10/05 | 며느리                        | 김진   | 이달현 |      |      |

### 1기 (101화 ~ 200화)
| 제101화 | 2001/10/12 | 아내의 이중생활          | 최현주 | 한준서 |                                                   |
| 제102화 | 2001/10/19 | 비밀과 거짓말 1          | 김진   | 이달현 |                                                   |
| 제103화 | 2001/10/26 | 신데렐라의 비애          | 강윤경 | 한준서 |                                                   |
| 제104화 | 2001/11/02 | 나이차이 31년            | 김진   | 이달현 |                                                   |
| 제105화 | 2001/11/09 | 아들 낳기 대작전         | 김태은 | 김종윤 |                                                   |
| 제106화 | 2001/11/16 | 아내 하나, 남편둘        | 김진   | 이달현 |                                                   |
| 제107화 | 2001/11/23 | 맞바람 1                 | 이경미 | 박중민 |                                                   |
| 제108화 | 2001/11/30 | 살아, 살아, 내 살들아    | 김태은 | 김종윤 | 박충상 (박상규), 최하영 (최미경)                  |
| 제109화 | 2001/12/07 | 아픈 당신                | 최현주 | 한준서 | 윤복희 (윤소영), 최락헌 (최현수)                  |
| 제110화 | 2001/12/14 | 부부는 무엇으로 사는가?  | 김진   | 이달현 | 박충상 (박민수), 조지선 (조희연)                  |
| 제111화 | 2001/12/21 | 고개숙인 남자            | 이경미 | 박중민 | 박명선 (박일만), 김경자 (김미영)                  |
| 제112화 | 2001/12/28 | 바람아, 멈추어 다오      | 김태은 | 김종윤 | 제영기 (제필두), 김세연 (김명자), 오경미 (오미연) |
| 제113화 | 2002/01/04 | 바른 생활 사나이         | 강윤경 | 한준서 | 최락헌 (최강식), 황은순 (황정순)                  |
| 제114화 | 2002/01/11 | 백색 유혹                | 권영갑 | 이달현 | 김현순 (김은영), 이선우 (이동호)                  |
| 제115화 | 2002/01/18 | 나는 날마다 접속한다     | 이경미 | 박중민 | 박만상 (박민수), 조경미 (조수경)                  |
| 제116화 | 2002/01/25 | 친구의 남편              | 김태은 | 김종윤 | 조문상 (조민혁), 김순화 (김미정)                  |
| 제117화 | 2002/02/01 | 동서 전쟁                | 강은경 | 한준서 | 박충상 (박창수), 조지선 (조윤희)                  |
| 제118화 | 2002/02/08 | 아내의 여자 애인         | 권영갑 | 이달현 | 최창희 (최희경), 김민규 (김찬규)                  |
| 제119화 | 2002/02/15 | 귀족과 천민              | 이경미 | 이재상 | 이세민 (이수철), 36.9% 전경란 (전윤정) 45.0%      |
| 제120화 | 2002/02/22 | 스무살 부부              | 최현주 | 한준서 | 박형신 (박진우), 김사랑 (김수미)                  |
| 제121화 | 2002/03/01 | 이혼하지 않은 여자       | 이경민 | 박중민 | 최기영 (최석진), 손화자 (손미순)                  |
| 제122화 | 2002/03/08 | 친자 확인                | 권영갑 | 이달현 | 김진만 (김진세), 임영빈 (임미영)                  |
| 제123화 | 2002/03/15 | 아내 독립 만세           | 최현주 | 한준서 | 이문범 (이태우), 오향란 (오민희)                  |
| 제124화 | 2002/03/22 | 그남자가 사는법          | 이경미 | 박중민 | 김민규 (김창수), 최창희 (최선미)                  |
| 제125화 | 2002/03/29 | 발가락이 닮았다?         | 이금주 | 김철규 | 이종우 (이정태), 권윤하 (권신희)                  |
| 제126화 | 2002/04/05 | 남편의 비밀              | 이은아 | 이달현 | 조지선 (조지영), 김병수 (김형우)                  |
| 제127화 | 2002/04/12 | 사표 쓰는 남자           | 최현주 | 한준서 | 서기형 (서태우), 유효정 (유수경)                  |
| 제128화 | 2002/04/19 | 도둑 맞은 아내           | 이경미 | 이재우 | 노보균 (노철우), 이효진 (이희정)                  |
| 제129화 | 2002/04/26 | 시어머니가 둘            | 이금주 | 김철규 | 제영기 (제민수), 23.0% 오경미 (오은경) 29.1%      |
| 제130화 | 2002/05/03 | 각방 부부                | 김진   | 이달현 | 최하영 (최남영), 26.7% 장인준 (장성민) 25.9%      |
| 제131화 | 2002/05/10 | 두번의 이혼              | 최현주 | 한준서 | 김완기 (김진욱), 36.5% 김명희 (김지현) 31.4%      |
| 제132화 | 2002/05/17 | 초기 진압 실패           | 이경미 | 이재우 | 이중영 (이민석), 윤정화 (윤은정)                  |
| 제133화 | 2002/05/24 | 비밀 거짓말, 그리고 사랑 | 이금주 | 김철규 | 박민진 (박현수), 16.1% 강정아 (강가영) 27.7%      |
| 제134화 | 2002/05/31 | 앞집 부부                | 김진   | 이달현 | 유은진 (유현경), 17.4% 정상규 (정준호) 27.2%      |
| 제135화 | 2002/06/07 | 돈 벼락                  | 최현주 | 한준서 | 박세진 (박창수), 14.2% 권윤경 (권정희) 28.3%      |
| 제136화 | 2002/06/14 | 위험한 사랑              | 이경미 | 이재우 | 명주호 (명인수), 17.2% 김지수 (김윤주) 26.3%      |
| 제137화 | 2002/06/21 | 꽃을든 남자              | 이금주 | 성준해 | 최명진 (최준호), 25.5% 김경혜 (김인경) 27.5%      |
| 제138화 | 2002/06/28 | 전화 하는 여자           | 김진   | 이달현 | 오경미 (오미란), 제영기 (제종호)                  |
| 제139화 | 2002/07/05 | 자매의 남자              | 최현주 | 한준서 | 박귀문 (박동주), 윤미자 (윤현미)                  |
| 제140화 | 2002/07/12 | 아내의 남자 2            | 김지연 | 이형민 | 백우호 (백승호), 구혜영 (구경아)                  |
| 제141화 | 2002/07/19 | 돈버는 여자가 좋다       | 이경미 | 이재우 | 이세민 (이동환), 권윤하 (권혜진)                  |
| 제142화 | 2002/07/26 | 시험관 아이              | 이금주 | 성준해 | 박만상 (박성식), 조경미 (조희연)                  |
| 제143화 | 2002/08/02 | 적과의 동거              | 강윤경 | 한준서 | 김민규 (김진욱), 최창희 (최민선)                  |
| 제144화 | 2002/08/09 | 남편의 이중생활          | 김진   | 이달현 | 오경미 (오미진), 제영기 (제지환)                  |
| 제145화 | 2002/08/16 | 댁의 남편 잘계시죠?      | 이금주 | 이형민 | 김병수 (김동훈), 조지선 (조미정)                  |
| 제146화 | 2002/08/23 | 형사의 아내              | 김은영 | 이재우 | 강성길, (강재욱) 김혜선 (김미애)                  |
| 제147화 | 2002/08/30 | 아줌마들의 점심식사      | 이경미 | 성준해 | 전규대 (전일권), 박연순 (박순정)                  |
| 제148화 | 2002/09/06 | 처가와의 전쟁            | 최현주 | 한준서 | 박명선 (박성우), 김경자 (김민지)                  |
| 제149화 | 2002/09/13 | 신의 딸                  | 김진   | 이달현 | 김현순 (김은순), 이선우 (이종수)                  |
| 제150화 | 2002/09/20 | 여성 호로몬을 지켜라     | 왕보경 | 이형민 | 박충상 (박인복), 김세연 (김공주)                  |
| 제151화 | 2002/09/27 | 위험한 거래              | 김은영 | 이재우 | 김완기 (김진석), 김창연 (김현경)                  |
| 제152화 | 2002/10/04 | 큰딸은 살림밑천          | 이경미 | 성준해 | 오금환 (오석진), 최하영 (최현주)                  |
| 제153화 | 2002/10/11 | 부부, 늪에 빠지다        | 최현주 | 한준서 | 김병수 (김정우), 권윤하 (권인애)                  |
| 제154화 | 2002/10/18 | 내 인생을 돌려다오       | 김진   | 이달현 | 김영미 (김복선), 박영철 (박길수)                  |
| 제155화 | 2002/10/25 | 황혼의 아우성            | 하미선 | 이형민 | 최락헌 (최만수), 천상희 (천금자)                  |
| 제156화 | 2002/11/01 | 남편의 여동생            | 김은영 | 이재우 | 서기형 (서승완), 유효정 (유승미)                  |
| 제157화 | 2002/11/08 | 네겐 너무 젊은 남편      | 이경미 | 성준해 | 조승희 (조선아), 박이제 (박철진)                  |
| 제158화 | 2002/11/15 | 멍드는 아내              | 최현주 | 한준서 | 이선우 (이태우), 김현순 (김소영)                  |
| 제159화 | 2002/11/22 | 밤이면 밤마다            | 김태은 | 김종윤 | 장인준 (장병수), 임영빈 (임지연)                  |
| 제160화 | 2002/11/29 | 위장 이혼 1              | 하미선 | 이형민 | 이만희 (이민철), 김영해 (김영채)                  |
| 제161화 | 2002/12/06 | 늙어서, 두고보자         | 이경미 | 성준해 | 최락헌 (최현욱), 정금순 (정성자)                  |
| 제162화 | 2002/12/13 | 선생님, 사랑해요         | 김진   | 김정환 | 박충상 (박정수), 김경자 (김지영)                  |
| 제163화 | 2002/12/20 | 새엄마의 과거            | 최현주 | 한준서 | 황은순 (황수경), 이현철 (이진수)                  |
| 제164화 | 2002/12/27 | 아내의 두얼굴            | 김태은 | 김종윤 | 노보균 (노상우), 이효진 (이채연)                  |
| 제165화 | 2003/01/03 | 잡귀야, 물렀거라         | 이경미 | 성준해 | 제영기 (제영목), 오경미 (오현숙)                  |
| 제166화 | 2003/01/10 | 내 남편의 이름은 주부    | 김진   | 김정환 | 김민규 (김택수), 김혜선 (김선영)                  |
| 제167화 | 2003/01/17 | 아내의 복수 1            | 김은영 | 곽기원 | 이선우 (이정길), 김현순 (김진숙)                  |
| 제168화 | 2003/01/24 | 옛 사랑                  | 최현주 | 한준서 | 김영진 (김현우), 김은경 (김미연)                  |
| 제169화 | 2003/01/31 | 시누이와 올케            | 김태은 | 김종윤 | 김석종 (김현우), 김은영 (김영순)                  |
| 제170화 | 2003/02/07 | 연변에서 온처녀          | 이경미 | 성준해 | 최락헌 (최동석), 윤복희 (윤유화)                  |
| 제171화 | 2003/02/14 | 동서는 나의적            | 김진   | 김정환 | 이승환 (이기태), 현성애 (현양희)                  |
| 제172화 | 2003/02/21 | 처가의 비밀 (19세)       | 윤영미 | 곽기원 | 손광락 (손경만), 강정아 (강영주)                  |
| 제173화 | 2003/02/28 | 철없는 시어머니          | 강윤경 | 한준서 | 서기형 (서영태), 유효정 (유진영)                  |
| 제174화 | 2003/03/07 | 인생역전                 | 하미선 | 김종윤 | 전규대 (전종구), 박연순 (박인숙)                  |
| 제175화 | 2003/03/14 | 내 남편은 자린고비       | 이경미 | 성준해 | 오금환 (오낙영), 김창연 (김금희)                  |
| 제176화 | 2003/03/21 | 잘나서 매 맞은 여자      | 윤영미 | 곽기원 | 박이제 (박진철), 조승희 (조은영)                  |
| 제177화 | 2003/03/28 | 신데렐라                 | 김진   | 김정환 | 음종구 (음민섭), 심영경 (심은정)                  |
| 제178화 | 2003/04/04 | 의부증 2 (19세)          | 최현주 | 한준서 | 장인준 (장태우), 성은선 (성신애)                  |
| 제179화 | 2003/04/11 | 아내의 젊은 애인 (19세)  | 김태은 | 김종윤 | 이승환 (이대진), 강엄지 (강미영)                  |
| 제180화 | 2003/04/18 | 쇼윈도 부부              | 이경미 | 성준해 | 김홍걸 (김상훈), 오분희 (오선영)                  |
| 제181화 | 2003/04/25 | 깡패 아내 (19세)         | 윤영미 | 곽기원 | 이선우 (이준호), 김경자 (김성희)                  |
| 제182화 | 2003/05/02 | 남자가 사랑할때          | 김진   | 김정환 | 제영기 (제성민), 오경미 (오은희)                  |
| 제183화 | 2003/05/09 | 위험한 관계              | 최현주 | 한준서 | 최하영 (최민선), 장인준 (장진우)                  |
| 제184화 | 2003/05/16 | 미안해, 여보             | 김태은 | 김종윤 | 이세민 (이민국), 김나겸 (김나경)                  |
| 제185화 | 2003/05/23 | 남편은 셔터맨            | 이경미 | 성준해 | 최락헌 (최원철), 오향란 (오지은)                  |
| 제186화 | 2003/05/30 | 화병난 여자              | 윤영미 | 곽기원 | 서기형 (서남편), 유효정 (유진숙)                  |
| 제187화 | 2003/06/06 | 의처증                   | 최현주 | 한준서 | 최락헌 (최성준), 황은순 (황지민)                  |
| 제188화 | 2003/06/13 | 한지붕, 두아내           | 김태은 | 김종윤 | 박명선 (박영진), 김경자 (김정순)                  |
| 제189화 | 2003/06/20 | 가재는 게편 (19세)       | 이경미 | 성준해 | 노보균 (노승준), 김나겸 (김정희)                  |
| 제190화 | 2003/06/27 | 단체관광의 최후          | 윤영미 | 곽기원 | 박이제 (박규찬), 이효진 (이현진)                  |
| 제191화 | 2003/07/04 | 스토킹                   | 최현주 | 한준서 | 장인준 (장상욱), 김창연 (김서영)                  |
| 제192화 | 2003/07/11 | 맞바람 2                 | 김태은 | 김종윤 | 제영기 (제경수), 오경미 (오미영)                  |
| 제193화 | 2003/07/18 | 난너의 과거를 알고있다   | 이경미 | 성준해 | 이세민 (이동환), 전경란 (전지선)                  |
| 제194화 | 2003/07/25 | 엉덩이 흔드는 여자       | 윤영미 | 곽기원 | 최락헌 (최상도), 강엄지 (강진희)                  |
| 제195화 | 2003/08/01 | 재혼 부부                | 강윤경 | 한준서 | 이선우 (이철민), 김현순 (김수미)                  |
| 제196화 | 2003/08/08 | 동거, 남녀               | 김태은 | 김종윤 | 강성길 (강성호), 김혜선 (김혜연)                  |
| 제197화 | 2003/08/15 | 보스의 아내              | 이경미 | 성준해 | 명주호 (명대용), 김지수 (김연희)                  |
| 제198화 | 2003/08/22 | 조강지처들의 반란        | 윤영미 | 곽기원 | 박명선 (박승일), 김경자 (김진옥)                  |
| 제199화 | 2003/08/29 | 과외 선생                | 최현주 | 한준서 | 전규대 (전상준), 박연순 (박미영)                  |
| 제200화 | 2003/09/05 | 꽃미남 습격사건          | 김태은 | 김종윤 | 이승환 (이정호), 강엄지 (강순영)                  |

### 1기 (201화 ~ 300화)
| 회차    | 방송 일자  | 부제 (서브 타이틀)             | 극본          | 연출   | 출연                                                                                     | 줄거리 |
| ------- | ---------- | ------------------------------ | ------------- | ------ | ---------------------------------------------------------------------------------------- | ------ |
| 제201화 | 2003/09/19 | 시아버지 시집살이              | 이경미        | 성준해 | 장인준 (장진호), 최하영 (최현옥)                                                         |        |
| 제202화 | 2003/09/26 | 카사노바의 최후                | 윤영미        | 곽기원 | 박충상 (박병석), 김경자 (김태희)                                                         |        |
| 제203화 | 2003/10/03 | 아내는 에로배우                | 김태은        | 김종윤 | 이승환 (이명호), 강엄지 (강주희)                                                         |        |
| 제204화 | 2003/10/10 | 내인생은 나의것                | 이경미        | 성준해 | 최락헌 (최운학), 황은순 (황지선)                                                         |        |
| 제205화 | 2003/10/17 | 수렁에 빠진 남자               | 윤영미        | 곽기원 | 박명선 (박주한), 김경자 (김인경)                                                         |        |
| 제206화 | 2003/10/24 | 이혼 게임                      | 김은영        | 이재우 | 김민규 (김중만), 최창희 (최순미)                                                         | X      |
| 제207화 | 2003/10/31 | 원정 출산                      | 전현미        | 김종윤 | 이세민 (이병수), 전경란 (전선자)                                                         |        |
| 제208화 | 2003/11/07 | 공처가의 반란                  | 이경미        | 성준해 | 박충상 (박대식), 명금자 (명미숙)                                                         |        |
| 제209화 | 2003/11/14 | 아내는 싸움 닭                 | 윤영미        | 곽기원 | 박만상 (박기현), 박상순 (박우란)                                                         |        |
| 제210화 | 2003/11/21 | 체인징 파트너                  | 김태은        | 김종윤 | 제영기 (제우영), 오경미 (오민정)                                                         |        |
| 제211화 | 2003/11/28 | 아내의 선택                    | 김은영        | 이재우 | 김태영 (김동욱), 임주현 (임윤경)                                                         |        |
| 제212화 | 2003/12/05 | 아내를 찾습니다                | 이경미        | 성준해 | 최락헌 (최기수), 황은순 (황정희)                                                         |        |
| 제213화 | 2003/12/12 | 이혼 전쟁1                     | 김태은        | 김종윤 | 장인준 (장성만), 최하영 (최순영)                                                         |        |
| 제214화 | 2003/12/19 | 남편의 아르바이트              | 윤영미        | 곽기원 | 박명선 (박익현), 이효진 (이지민)                                                         |        |
| 제215화 | 2003/12/26 | 아내의 남편들                  | 김은영        | 이재우 | 제영기 (제윤재), 오경미 (오은수)                                                         |        |
| 제216화 | 2004/01/02 | 이혼 그리고 그후               | 이경미        | 성준해 | 이현철 (이영준), 윤복희 (윤은영)                                                         |        |
| 제217화 | 2004/01/09 | 죽거나 혹은 바람 피거나        | 김진          | 이달현 | 박민진 (박윤호), 강정아 (강연숙)                                                         |        |
| 제218화 | 2004/01/16 | 고개숙인 남과여                | 김은영        | 이재우 | 박만상 (박상욱), 박연순 (박재숙)                                                         |        |
| 제219화 | 2004/01/30 | 꽃다방 미스정                  | 김태은        | 김종윤 | 이승환 (이상만), 강엄지 (강주나)                                                         |        |
| 제220화 | 2004/02/06 | 아이가 사라진 풍경             | 이경미        | 성준해 | 김병수 (김석현), 조지선 (조현옥)                                                         |        |
| 제221화 | 2004/02/13 | 형수와 도련님                  | 김은영        | 이재우 | 최명진 (최승우), 김경혜 (김미정)                                                         |        |
| 제222화 | 2004/02/20 | 큰손 아내                      | 김진          | 곽기원 | 조문상 (조병천), 김순화 (김현옥)                                                         |        |
| 제223화 | 2004/02/27 | 아내는 대리운전중              | 김태은        | 김종윤 | 정상규 (정성호), 유은진 (유승미)                                                         |        |
| 제224화 | 2004/03/05 | 4인용 침대                     | 김진          | 성준해 | 최락헌 (최성호), 황은순 (황희연)                                                         |        |
| 제225화 | 2004/03/12 | 시어머니 vs 시어머니           | 김은영        | 이재우 | 노보균 (노성진), 이효진 (이명진)                                                         |        |
| 제226화 | 2004/03/19 | 처가의 이중생활                | 윤영미        | 곽기원 | 장인준 (최만훈), 최하영 (황해령)                                                         |        |
| 제227화 | 2004/03/26 | 남편과 베이비시터              | 김태은        | 김종윤 | 박명선 (박정수), 김경자 (김화영)                                                         |        |
| 제228화 | 2004/04/02 | 남편 친구                      | 권영갑        | 이달현 | 이선우 (이명호), 김현순 (김은영)                                                         |        |
| 제229화 | 2004/04/09 | 행복한 부부                    | 김은영        | 이재우 | 김민규 (김민준), 최창희 (최혜진)                                                         |        |
| 제230화 | 2004/04/16 | 왕밤 아가싸의 선택             | 윤영미        | 곽기원 | 최락헌 (최대찬), 황은순 (황효정)                                                         |        |
| 제231화 | 2004/04/23 | 아내를 팝니다                  | 이금주        | 이민호 | 박명선 (박상훈), 김경자 (김경애)                                                         |        |
| 제232화 | 2004/04/30 | 매맞는 남편                    | 김진          | 이달현 | 서기형 (서경호), 유효정 (유은지)                                                         |        |
| 제233화 | 2004/05/07 | 사기 치는 남자                 | 김은영        | 이재우 | 음종구 (음중식), 심영경 (심영주)                                                         |        |
| 제234화 | 2004/05/14 | 내남편을 뺏어봐                | 윤영미        | 곽기원 | 이선우 (이태준), 김현순 (김진민)                                                         |        |
| 제235화 | 2004/05/21 | 남편의 아들                    | 김진          | 이달현 | 장인준 (장재민), 최하영 (최인경)                                                         |        |
| 제236화 | 2004/05/28 | 두번 출근하는 남자             | 이금주        | 이승면 | 노보균 (노민석), 김은경 (김지영)                                                         |        |
| 제237화 | 2004/06/04 | 낙지 남편                      | 김은영        | 이재우 | 최락헌 (최주필), 최명옥 (최경자)                                                         |        |
| 제238화 | 2004/06/11 | 섬에서 아내를 바꿨다           | 윤영미        | 곽기원 | 이선우 (이호창), 김현순 (김경란)                                                         |        |
| 제239화 | 2004/06/18 | 완벽한 당신                    | 김진          | 이달현 | 최중석 (최우철), 임주현 (임미연)                                                         |        |
| 제240화 | 2004/06/25 | 나도 몸짱 아내를 갖고싶다      | 민성원        | 이승면 | 노보균 (노기태), 이효진 (이민정)                                                         |        |
| 제241화 | 2004/07/02 | 위험한 게임                    | 김은영        | 이재우 | 김민규 (김강재), 최창희 (최미희)                                                         |        |
| 제242화 | 2004/07/09 | 남편과 연애한 죄               | 윤영미        | 곽기원 | 제영기 (제범석), 오경미 (오유라)                                                         |        |
| 제243화 | 2004/07/16 | 내가 결혼하는 이유             | 김진          | 이달현 | 강성길 (강경준), 김혜선 (김희주)                                                         |        |
| 제244화 | 2004/07/23 | 동서의 반란                    | 민성원        | 이승면 | 노보균 (노영준), 전경란 (전미애)                                                         |        |
| 제245화 | 2004/07/30 | 잔혹한 동거                    | 윤영미        | 곽기원 | 한순규 (한민용), 권윤하 (권채희)                                                         |        |
| 제246화 | 2004/08/06 | 시아버지와 복권                | 김은영        | 이재우 | 최락헌 (최창수), 김경자 (김미선)                                                         |        |
| 제247화 | 2004/08/13 | 10억 만들기                    | 김진          | 이달현 | 전용실 (전성윤), 김태연 (김민주)                                                         |        |
| 제248화 | 2004/08/20 | 가면 속의 얼굴                 | 민성원        | 이승면 | 오금환 (오경호), 김창연 (김수연)                                                         |        |
| 제249화 | 2004/08/27 | 잔인한 사랑                    | 김은영        | 이재우 | 이세민 (이영석), 강엄지 (강우진)                                                         |        |
| 제250화 | 2004/09/03 | 아줌마 되기 싫어               | 윤영미        | 곽기원 | 박만상 (박석찬), 조경미 (조종희)                                                         |        |
| 제251화 | 2004/09/10 | 토사구팽                       | 김진          | 이달현 | 이선우 (이철호), 김현순 (김수경)                                                         |        |
| 제252화 | 2004/09/17 | 개만도 못한 내인생             | 민성원        | 이승면 | 이세민 (이동훈), 전경란 (전수진)                                                         |        |
| 제253화 | 2004/09/24 | 재회                           | 이금주        | 이재우 | 박충상 (박민우), 김세연 (김지현)                                                         |        |
| 제254화 | 2004/10/01 | 퍼스트와 세컨드                | 윤영미        | 곽기원 | 전규태 (전창만), 박연순 (박경옥)                                                         |        |
| 제255화 | 2004/10/08 | 실종                           | 김진          | 이달현 | 노보균 (노현수), 이효진 (이미연)                                                         |        |
| 제256화 | 2004/10/15 | 비밀                           | 민성원        | 이승면 | 박충상 (박재호), 최창희 (최자영)                                                         |        |
| 제257화 | 2004/10/22 | 내인생의 걸림돌 1              | 이경미        | 박중민 | 오금환 (오중호), 최하영 (최선영)                                                         |        |
| 제258화 | 2004/10/29 | 왕자의 난                      | 윤영미        | 곽기원 | 박명선 (박인수), 김현순 (김은재)                                                         |        |
| 제259화 | 2004/11/05 | 콩쥐 며느리와 밭쥐 시어머니    | 이금주        | 이재우 | 김석종 (김창운), 김은영 (김은정)                                                         |        |
| 제260화 | 2004/11/12 | 마지막 연애사건                | 김진          | 이달현 | 장인준 (장태수), 김경자 (김지원)                                                         |        |
| 제261화 | 2004/11/19 | 아내의 올인                    | 민성원        | 이승면 | 박충상 (박성호), 조경미 (조영순)                                                         |        |
| 제262화 | 2004/11/26 | 귀순 스타 룡호씨               | 윤영미        | 곽기원 | 전규태 (전룡호), 박상순 (박소희), 김재원 (아나운서) 특별출연, 이금희 (아나운서) 특별출연 |        |
| 제263화 | 2004/12/03 | 풋사과의 유혹                  | 이경미        | 김종윤 | 김진만 (김창석), 김경자 (김영란), 김희수 (아나운서) 특별출연, 박형욱 (성우) 특별출연     | X      |
| 제264화 | 2004/12/10 | 복수                           | 김진          | 이달현 | 김영진 (김영준), 김은경 (김지은)                                                         |        |
| 제265화 | 2004/12/17 | 7년만의 컴백                   | 윤영미        | 권용택 | 최락헌 (최태현), 강엄지 (강수란)                                                         |        |
| 제266화 | 2004/12/24 | 쉘위 살사?                     | 민성원        | 이승면 | 박충상 (박명훈), 전경란 (전은영), 지수 (친구) 특별출연                                   |        |
| 제267화 | 2005/01/07 | 주홍글씨 새긴아내              | 윤영미        | 곽기원 | 장인준 (장정배), 최하영 (최명선)                                                         |        |
| 제268화 | 2005/01/14 | 아내의 결혼식                  | 이경미        | 김종윤 | 이세민 (이주헌), 강엄지 (강수연)                                                         |        |
| 제269화 | 2005/01/21 | 당신의 아내는?                 | 김진          | 이달현 | 박명선 (박성철), 김경자 (김미연)                                                         |        |
| 제270화 | 2005/01/28 | 처첩 대전                      | 박영수        | 권용택 | 박만상 (박정수), 조경미 (조혜경), 박연순 (작은고모)                                      | X      |
| 제271화 | 2005/02/04 | 위험한 이웃사촌                | 민성원        | 이승면 | 박충상 (박동재), 김세연 (김영미)                                                         |        |
| 제272화 | 2005/02/11 | 파란만장 김선수네              | 윤영미        | 곽기원 | 최락헌 (최선재), 황은순 (황정선)                                                         |        |
| 제273화 | 2005/02/18 | 진실 게임                      | 이경미        | 김종윤 | 이세민 (이도준), 전경란 (전은영)                                                         |        |
| 제274화 | 2005/02/25 | 탤런트 만들기                  | 김진          | 이달현 | 김완기 (김태기), 김명희 (김은미)                                                         |        |
| 제275화 | 2005/03/04 | 남한 아내, 북한 아내           | 박영수        | 권용택 | 최락헌 (최진섭), 김영해 (김혜련)                                                         |        |
| 제276화 | 2005/03/11 | 늦둥이 도련님                  | 민성원        | 이승면 | 오금환 (오재민), 김창연 (김민경)                                                         |        |
| 제277화 | 2005/03/18 | 신데렐라와 야수                | 윤영미        | 곽기원 | 박명선 (박기준), 김경자 (김설희)                                                         |        |
| 제278화 | 2005/03/25 | 강한 남편                      | 이경미        | 김종윤 | 김민규 (김태호), 최창희 (최현애)                                                         |        |
| 제279화 | 2005/04/01 | 비밀과 거짓말 2                | 김진          | 이달현 | 장인준 (장종현), 최하영 (최은실)                                                         |        |
| 제280화 | 2005/04/08 | 미운 오리 새끼                 | 박영수        | 권용택 | 박충상 (박민기), 강정아 (강지연)                                                         |        |
| 제281화 | 2005/04/15 | 어느 날 갑자기 2               | 민성원        | 이승면 | 최락헌 (최세훈), 황은순 (황지영)                                                         |        |
| 제282화 | 2005/04/22 | 시어머니를 버린 여자           | 윤영미        | 곽기원 | 서기형 (서희태), 유효정 (유재란)                                                         |        |
| 제283화 | 2005/04/29 | 두집 살림 2                    | 이경미        | 김종윤 | 박충상 (박수철), 김세연 (김성미)                                                         |        |
| 제284화 | 2005/05/06 | 어떤 불륜                      | 김진          | 이달현 | 김홍걸 (김성현), 오분희 (오지원)                                                         |        |
| 제285화 | 2005/05/13 | 형님은 열아홉살                | 박영수        | 권용택 | 김민규 (김만희), 김세연 (김성희)                                                         |        |
| 제286화 | 2005/05/20 | 쌍둥이 엄마와 꽃뱀             | 윤영미        | 곽기원 | 최락헌 (최기찬), 김명희 (김양희)                                                         |        |
| 제287화 | 2005/05/27 | 남편과 대리모                  | 김현희        | 김종윤 | 조문상 (조상필), 김순화 (김민주)                                                         |        |
| 제288화 | 2005/06/03 | 사랑은 벤처사업                | 김진          | 이달현 | 박충상 (박호진), 김혜선 (김경민)                                                         | X      |
| 제289화 | 2005/06/10 | 용 선생에겐 뭔가 특별한게 있다 | 박영수        | 권용택 | 박명선 (박석희), 김경자 (김미선)                                                         |        |
| 제290화 | 2005/06/17 | 혜성처럼 나타난 동창생         | 윤영미        | 곽기원 | 최락헌 (최인길), 황은순 (황시연)                                                         |        |
| 제291화 | 2005/06/24 | 세번 결혼한 여자               | 김현희        | 김종윤 | 오금환 (오상권), 김창연 (김영란)                                                         |        |
| 제292화 | 2005/07/01 | 내 이상형의 비밀               | 김진          | 이달현 | 김영진 (김중현), 유효정 (유미희)                                                         |        |
| 제293화 | 2005/07/08 | 돈이 뭐길래?                   | 박영수        | 권용택 | 노보균 (노영수), 이효진 (이혜경)                                                         |        |
| 제294화 | 2005/07/15 | 장모 vs 시어머니               | 권도희 장문선 | 곽기원 | 전규대 (전상현), 박상순 (박성현)                                                         |        |
| 제295화 | 2005/07/22 | 아내의 첫아이                  | 김현희        | 김종윤 | 최락헌 (최준태), 젼경란 (전미연)                                                         |        |
| 제296화 | 2005/07/29 | 엇갈린 진실                    | 민성원        | 이달현 | 김영진 (김경호), 김은경 (김선영)                                                         | X      |
| 제297화 | 2005/08/05 | 유부녀의 사랑은 유죄           | 박영수        | 권용택 | 박만상 (박영석), 조경미 (조지은)                                                         |        |
| 제298화 | 2005/08/12 | 아내의 올가미                  | 권도희 장문선 | 곽기원 | 이선우 (이한주), 이효진 (이기영)                                                         |        |
| 제299화 | 2005/08/19 | 두얼굴의 아내                  | 김현희        | 김종윤 | 오금환 (오인철), 김창연 (김주희)                                                         |        |
| 제300화 | 2005/08/26 | 철없는 아내와 파란만장한 처가  | 민성원        | 곽기원 | 최락헌 (최호진), 김세연 (김경희)                                                         |        |

### 1기 (301화 ~ 400화)
| 회차    | 방송 일자  | 부제 (서브 타이틀)               | 극본          | 연출   | 출연                                       | 비고 |
| ------- | ---------- | -------------------------------- | ------------- | ------ | ------------------------------------------ | ---- |
| 제301화 | 2005/09/02 | 위험한 주부들                    | 박영수        | 권용택 |                                            |      |
| 제302화 | 2005/09/09 | 당신은 누구 남편이야?            | 권도희 장문선 | 곽기원 |                                            |      |
| 제303화 | 2005/09/16 | 종갓집 며느리                    | 김현희        | 김종윤 |                                            |      |
| 제304화 | 2005/09/23 | 무서운 동서들                    | 박영수        | 권용택 |                                            |      |
| 제305화 | 2005/09/30 | 신데렐라 남편                    | 권도희 장문선 | 곽기원 |                                            |      |
| 제306화 | 2005/10/07 | 훔쳐보는 남자                    | 김현희        | 김종윤 |                                            |      |
| 제307화 | 2005/10/14 | 어머니, 당신이 이기셨습니다      | 박영수        | 권용택 |                                            |      |
| 제308화 | 2005/10/21 | 시이모 시집살이                  | 권도희        | 곽기원 |                                            |      |
| 제309화 | 2005/10/28 | 스폰서 카페                      | 김현희        | 김종윤 |                                            |      |
| 제310화 | 2005/11/04 | 남편을 훔친 아내                 | 박영수        | 권용택 |                                            |      |
| 제311화 | 2005/11/11 | 내 남편은 총각파티               | 권도희 장문선 | 곽기원 |                                            |      |
| 제312화 | 2005/11/18 | 위장 이혼 2                      | 김현희        | 김종윤 |                                            |      |
| 제313화 | 2005/11/25 | 나쁜 남자                        | 왕보경        | 박효규 |                                            |      |
| 제314화 | 2005/12/02 | 리키라 불리던 남편               | 박영수        | 권용택 |                                            |      |
| 제315화 | 2005/12/09 | 이여자가 사는법                  | 권도희 장문선 | 곽기원 |                                            |      |
| 제316화 | 2005/12/16 | 아내의 여자들                    | 김현희        | 김종윤 |                                            |      |
| 제317화 | 2005/12/23 | 일편단심 민들레                  | 왕보경        | 박효규 |                                            |      |
| 제318화 | 2006/01/06 | 금요일 밤이 무서운 여자          | 박영수        | 권용택 |                                            |      |
| 제319화 | 2006/01/13 | 행복했던 여자                    | 권도희 장문선 | 곽기원 |                                            |      |
| 제320화 | 2006/01/20 | 남편은 힐러우드 키드             | 김현희        | 김종윤 |                                            |      |
| 제321화 | 2006/01/27 | 파이팅, 봉정순                   | 왕보경        | 박효규 |                                            |      |
| 제322화 | 2006/02/03 | 시어머니는 파출부                | 박영수        | 권용택 |                                            |      |
| 제323화 | 2006/02/10 | 마누라 전성시대                  | 권도희        | 곽기원 |                                            |      |
| 제324화 | 2006/02/17 | 다시 사랑한다면                  | 김현희        | 김종윤 |                                            |      |
| 제325화 | 2006/02/24 | 사마귀의 키스                    | 왕보경        | 박효규 |                                            |      |
| 제326화 | 2006/03/03 | 시동생과 시체                    | 박영수        | 권용택 |                                            |      |
| 제327화 | 2006/03/10 | 남편은 월급이 새고있다           | 권도희        | 곽기원 |                                            |      |
| 제328화 | 2006/03/17 | 사기 결혼 2                      | 김현희        | 김종윤 |                                            |      |
| 제329화 | 2006/03/24 | 봉자는 봉파라치                  | 왕보경        | 박효규 |                                            |      |
| 제330화 | 2006/03/31 | 계약 결혼 2                      | 이경미        | 권용택 |                                            |      |
| 제331화 | 2006/04/07 | 친절한 영아씨                    | 권도희        | 곽기원 |                                            |      |
| 제332화 | 2006/04/14 | 가문의 차이                      | 김현희        | 김종윤 |                                            |      |
| 제333화 | 2006/04/21 | 위험한 결혼                      | 이금주        | 박효규 |                                            |      |
| 제334화 | 2006/04/28 | 비밀재혼 상담소                  | 황순영        | 허주영 |                                            |      |
| 제335화 | 2006/05/05 | 두 시어머시                      | 권도희        | 곽기원 |                                            |      |
| 제336화 | 2006/05/12 | 인생역전 2                       | 김현희        | 김종윤 |                                            |      |
| 제337화 | 2006/05/19 | 동서의 질투                      | 이금주        | 박효규 |                                            |      |
| 제338화 | 2006/05/26 | 목마른 아내                      | 황순영        | 허주영 |                                            |      |
| 제339화 | 2006/06/02 | 황혼의 아우성 2                  | 권도희        | 곽기원 |                                            |      |
| 제340화 | 2006/06/16 | 이중 결혼                        | 김현희        | 김종윤 |                                            |      |
| 제341화 | 2006/06/30 | 시누는 못말려                    | 이금주        | 박효규 |                                            |      |
| 제342화 | 2006/07/07 | 웅이 엄마와의 동거               | 황순영        | 허주영 |                                            |      |
| 제343화 | 2006/07/14 | 철부지 남편                      | 권도희        | 곽기원 |                                            |      |
| 제344화 | 2006/07/21 | 남편의 전업주부                  | 김현희        | 김종윤 |                                            |      |
| 제345화 | 2006/07/28 | 소문난 여자                      | 이금주        | 박효규 |                                            |      |
| 제346화 | 2006/08/04 | 첫사랑 사돈 마님                 | 황순영        | 허주영 |                                            |      |
| 제347화 | 2006/08/11 | 남편을 사수하라                  | 권도희        | 곽기원 |                                            |      |
| 제348화 | 2006/08/18 | 철부지 리틀맘                    | 김현희        | 김종윤 |                                            |      |
| 제349화 | 2006/08/25 | 여고동창 시집살이                | 이금주        | 박효규 |                                            |      |
| 제350화 | 2006/09/01 | 남편이 범인?                     | 황순영        | 허주영 |                                            |      |
| 제351화 | 2006/09/08 | 신내림                           | 김진          | 곽기원 |                                            |      |
| 제352화 | 2006/09/15 | 무서운 누나들                    | 하명희        | 이승면 |                                            |      |
| 제353화 | 2006/09/22 | 뻐꾸기 아내                      | 이금주        | 박효규 |                                            |      |
| 제354화 | 2006/09/29 | 마누라 죽이는 101가지 방법       | 김진          | 허주영 |                                            |      |
| 제355화 | 2006/10/13 | 대단한 시댁                      | 하명희        | 곽기원 |                                            |      |
| 제356화 | 2006/10/20 | 이혼을 부른 각서                 | 김진          | 허주영 |                                            |      |
| 제357화 | 2006/10/27 | 무늬만 부부                      | 이금주        | 박효규 |                                            |      |
| 제358화 | 2006/11/03 | 여왕벌의 외출                    | 곽영임        | 김종윤 |                                            |      |
| 제359화 | 2006/11/10 | 왕자 찾기                        | 하명희        | 곽기원 |                                            |      |
| 제360화 | 2006/11/17 | 그래, 네가 한번 살아봐           | 김진          | 허주영 |                                            |      |
| 제361화 | 2006/11/24 | 두여자의 집                      | 김효은        | 박효규 |                                            |      |
| 제362화 | 2006/12/01 | 가짜 아내                        | 곽영임        | 김종윤 |                                            |      |
| 제363화 | 2006/12/08 | 3개월만 살자                     | 하명희        | 최재형 |                                            |      |
| 제364화 | 2006/12/15 | 엄마는 프리스타일                | 김진          | 허주영 |                                            |      |
| 제365화 | 2006/12/22 | 베짱이 아내                      | 김효은        | 박효규 |                                            |      |
| 제366화 | 2007/01/05 | 아들이시여!                      | 박지은        | 이승면 |                                            |      |
| 제367화 | 2007/01/12 | 궁합의 힘                        | 이세라        | 김종윤 |                                            |      |
| 제368화 | 2007/01/19 | 아내의 아파트                    | 하명희        | 최재형 |                                            |      |
| 제369화 | 2007/01/26 | 까먹는 여자                      | 김진          | 허주영 |                                            |      |
| 제370화 | 2007/02/02 | 경품 테크의 여왕                 | 김효은        | 박효규 |                                            |      |
| 제371화 | 2007/02/09 | 주인집 아저씨는 벨을 두번 울린다 | 박지은        | 이승면 |                                            |      |
| 제372화 | 2007/02/23 | 한번의 결혼식과 네명의 시부모    | 이세라        | 김종윤 |                                            |      |
| 제373화 | 2007/03/02 | 나쁜 사랑                        | 하명희        | 최재형 |                                            |      |
| 제374화 | 2007/03/09 | 자매의 질주                      | 김효은        | 박효규 |                                            |      |
| 제375화 | 2007/03/16 | 아바마마! 그 바람을 거두소서     | 박지은        | 이승면 |                                            |      |
| 제376화 | 2007/03/23 | 영자의 전성시대                  | 전현미        | 허주영 |                                            |      |
| 제377화 | 2007/03/30 | 기억의 재구성                    | 김진          | 김정환 |                                            |      |
| 제378화 | 2007/04/06 | 내 남편에게는 비밀이 있다        | 김효은        | 박효규 |                                            |      |
| 제379화 | 2007/04/13 | 이유있는 맞바람                  | 박지은        | 이승면 |                                            |      |
| 제380화 | 2007/04/20 | 술이 웬수                        | 김진          | 허주영 |                                            |      |
| 제381화 | 2007/04/27 | 위험한 여인                      | 이세라        | 김종윤 |                                            |      |
| 제382화 | 2007/05/04 | 핏줄이 뭐길래                    | 김효은        | 박효규 | 이 회차부터 HD급 고화질 방송을 개시하였다. |      |
| 제383화 | 2007/05/11 | 장모님의 올가미                  | 박지은        | 이승면 |                                            |      |
| 제384화 | 2007/05/18 | 과외 선생님                      | 김진          | 허주영 |                                            |      |
| 제385화 | 2007/05/25 | 장미의 전쟁                      | 이세라        | 곽기원 |                                            |      |
| 제386화 | 2007/06/01 | 그들만의 결혼 방정식             | 김효은        | 박효규 |                                            |      |
| 제387화 | 2007/06/08 | 뻐꾸기 부인                      | 박지은        | 이승면 |                                            |      |
| 제388화 | 2007/06/15 | 네겐 너무 무서운 그녀            | 하명희        | 유웅식 |                                            |      |
| 제389화 | 2007/06/22 | 죽어야 사는 남자                 | 김진          | 허주영 |                                            |      |
| 제390화 | 2007/06/29 | 제주도 그날밤                    | 이세라        | 곽기원 |                                            |      |
| 제391화 | 2007/07/06 | 사랑의 굴레                      | 김효은        | 박효규 |                                            |      |
| 제392화 | 2007/07/13 | 돌아온 시누이                    | 박지은        | 이승면 |                                            |      |
| 제393화 | 2007/07/20 | 사랑이 눈감을때                  | 하명희        | 유웅식 |                                            |      |
| 제394화 | 2007/07/27 | 아내가 결혼했다                  | 김진          | 허주영 |                                            |      |
| 제395화 | 2007/08/03 | 죄와 벌                          | 이세라        | 곽기원 |                                            |      |
| 제396화 | 2007/08/10 | 공주는 외로워                    | 김효은        | 박효규 |                                            |      |
| 제397화 | 2007/08/17 | 아내의 외출                      | 하명희        | 유웅식 |                                            |      |
| 제398화 | 2007/08/24 | 시어머니의 XY                    | 김진          | 허주영 |                                            |      |
| 제399화 | 2007/08/31 | 씨받이 신부                      | 김효은        | 박효규 |                                            |      |
| 제400화 | 2007/09/07 | 그대없인 못살아                  | 하명희        | 유웅식 |                                            |      |

### 1기 (401화 ~ 479화)
| 회차    | 방송 일자  | 부제 (서브 타이틀)                              | 극본   | 연출   | 출연 | 비고 |
| ------- | ---------- | ----------------------------------------------- | ------ | ------ | ---- | ---- |
| 제401화 | 2007/09/14 | 싸움의 법칙                                     | 김진   | 허주영 |      |      |
| 제402화 | 2007/09/21 | 사랑이라는 이유로                               | 김효은 | 박효규 |      |      |
| 제403화 | 2007/09/28 | 비밀과 거짓말 3                                 | 황순영 | 김진환 |      |      |
| 제404화 | 2007/10/05 | 지독한 유혹                                     | 하명희 | 유웅식 |      |      |
| 제405화 | 2007/10/12 | 우리 엄마                                       | 김진   | 허주영 |      |      |
| 제406화 | 2007/10/19 | 모니터 속아내                                   | 황순영 | 김진환 |      |      |
| 제407화 | 2007/10/26 | 스캔들                                          | 김효은 | 박효규 |      |      |
| 제408화 | 2007/11/02 | 돌아온 미란씨                                   | 하명희 | 유웅식 |      |      |
| 제409화 | 2007/11/09 | 아이앰 스파이                                   | 김진   | 허주영 |      |      |
| 제410화 | 2007/11/16 | 별을 단 아내                                    | 황순영 | 김진환 |      |      |
| 제411화 | 2007/11/23 | 남편의 비밀수첩                                 | 박지은 | 김종윤 |      |      |
| 제412화 | 2007/11/30 | 밤에 일나가는 여자                              | 하명희 | 김종윤 |      |      |
| 제413화 | 2007/12/07 | 개같은 내 인생                                  | 김진   | 허주영 |      |      |
| 제414화 | 2007/12/14 | 셋이 살면 안 될까요?                            | 박영수 | 김진환 |      |      |
| 제415화 | 2007/12/21 | 남편 사망사건                                   | 박지은 | 김종윤 |      |      |
| 제416화 | 2007/12/28 | 돌아와요 영자씨                                 | 이세라 | 곽기원 |      |      |
| 제417화 | 2008/01/04 | 과외하다 생긴 일                                | 성은정 | 권재영 |      |      |
| 제418화 | 2008/01/11 | 드라마 속에 나 있다!                            | 김진   | 허주영 |      |      |
| 제419화 | 2008/01/18 | 죽어도 좋아                                     | 박영수 | 김진환 |      |      |
| 제420화 | 2008/01/25 | 세 집 살림                                      | 박지은 | 김종윤 |      |      |
| 제421화 | 2008/02/01 | 동창회 연쇄 스캔들                              | 이세라 | 곽기원 |      |      |
| 제422화 | 2008/02/15 | 이혼 전쟁2                                      | 김진   | 허주영 |      |      |
| 제423화 | 2008/02/22 | 마지막 선택                                     | 박영수 | 김진환 |      |      |
| 제424화 | 2008/02/29 | 아내의 비밀                                     | 박지은 | 김종윤 |      |      |
| 제425화 | 2008/03/07 | 내아내는 미스김                                 | 이세라 | 곽기원 |      |      |
| 제426화 | 2008/03/14 | 조강지첩                                        | 김진   | 허주영 |      |      |
| 제427화 | 2008/03/21 | 장모님은 무서워                                 | 박영수 | 김진환 |      |      |
| 제428화 | 2008/03/28 | 위험한 의뢰인                                   | 박지은 | 김종윤 |      |      |
| 제429화 | 2008/04/04 | 대박집 며느리                                   | 이세라 | 곽기원 |      |      |
| 제430화 | 2008/04/11 | 열 살 아래 손위 동서                            | 김진   | 허주영 |      |      |
| 제431화 | 2008/04/18 | 시어머니와 친정아버지의 동거                    | 박영수 | 김진환 |      |      |
| 제432화 | 2008/04/25 | 한 지붕 세 시누이                               | 박지은 | 김종윤 |      |      |
| 제433화 | 2008/05/02 | 악연                                            | 이세라 | 곽기원 |      |      |
| 제434화 | 2008/05/09 | 2008년 가정의 달, 어버이날 특집 '아버지의 부엌' | 하명희 | 유웅식 |      |      |
| 제435화 | 2008/05/16 | 어느 날 갑자기 2                                | 박영수 | 김진환 |      |      |
| 제436화 | 2008/05/23 | 처가의 비밀 2                                   | 박지은 | 김종윤 |      |      |
| 제437화 | 2008/05/30 | 아내의 반란                                     | 권도희 | 한동규 |      |      |
| 제438화 | 2008/06/06 | 2008 맹모삼천지교                               | 이세라 | 곽기원 |      |      |
| 제439화 | 2008/06/13 | 내 남편의 양육비 청구사건                       | 하명희 | 유웅식 |      |      |
| 제440화 | 2008/06/20 | 이죽일 놈의 우정                                | 박영수 | 김진환 |      |      |
| 제441화 | 2008/06/27 | 시부모 골라서 모시기                            | 권도희 | 한동규 |      |      |
| 제442화 | 2008/07/04 | 쌍둥이 스캔들                                   | 박지은 | 김종윤 |      |      |
| 제443화 | 2008/07/11 | 연어                                            | 이세라 | 곽기원 |      |      |
| 제444화 | 2008/07/18 | 각방 부부2                                      | 하명희 | 유웅식 |      |      |
| 제445화 | 2008/07/25 | 사랑에 속고 돈에 울고                           | 박영수 | 김진환 |      |      |
| 제446화 | 2008/08/01 | 사랑방 손님과 아내                              | 권도희 | 한동규 |      |      |
| 제447화 | 2008/08/08 | 조강지처 바꾸기                                 | 박지은 | 김종윤 |      |      |
| 제448화 | 2008/08/29 | 너는 내운명                                     | 이세라 | 곽기원 |      |      |
| 제449화 | 2008/09/05 | 일기 쓰는 며느리                                | 하명희 | 유웅식 |      |      |
| 제450화 | 2008/09/12 | 남편은 수배중                                   | 박영수 | 김진환 |      |      |
| 제451화 | 2008/09/19 | 위장 부부                                       | 권도희 | 한동규 |      |      |
| 제452화 | 2008/09/26 | 노예 며느리                                     | 하명희 | 유웅식 |      |      |
| 제453화 | 2008/10/03 | 열두 번째 남자                                  | 권도희 | 곽기원 |      |      |
| 제454화 | 2008/10/10 | 새 시어머니 시집살이                            | 이세라 | 곽기원 |      |      |
| 제455화 | 2008/10/17 | 아들 장사                                       | 하명희 | 유웅식 |      |      |
| 제456화 | 2008/10/24 | 진실 공방전                                     | 김효은 | 김진환 |      |      |
| 제457화 | 2008/10/31 | 내 남편의 아내                                  | 권도희 | 한동규 |      |      |
| 제458화 | 2008/11/07 | 시어머니는 임신 중                              | 박지은 | 김종윤 |      |      |
| 제459화 | 2008/11/14 | 운명 교향곡                                     | 이세라 | 곽기원 |      |      |
| 제460화 | 2008/11/21 | 나쁜 유전자                                     | 하명희 | 유웅식 |      |      |
| 제461화 | 2008/11/28 | 당신이 잠든 사이에                              | 김효은 | 김진환 |      |      |
| 제462화 | 2008/12/05 | 친절한 요가 선생님                              | 박지은 | 김종윤 |      |      |
| 제463화 | 2008/12/12 | 시한부 아내                                     | 이세라 | 곽기원 |      |      |
| 제464화 | 2008/12/19 | 애인이 결혼했다                                 | 김효은 | 권재영 |      |      |
| 제465화 | 2008/12/26 | 귀가거부증 남편                                 | 윤영수 | 유웅식 |      |      |
| 제466화 | 2009/01/02 | 친권 포기 각서                                  | 박지은 | 김종윤 |      |      |
| 제467화 | 2009/01/09 | 일등 신부감                                     | 이세라 | 곽기원 |      |      |
| 제468화 | 2009/01/16 | 아내의 거짓말                                   | 김효은 | 권재영 |      |      |
| 제469화 | 2009/01/30 | 난 남자다                                       | 하명희 | 유웅식 |      |      |
| 제470화 | 2009/02/06 | 채팅 클럽                                       | 박지은 | 김종윤 |      |      |
| 제471화 | 2009/02/13 | 남편의 의뢰인                                   | 이세라 | 원종재 |      |      |
| 제472화 | 2009/02/20 | 은밀한 거래                                     | 김효은 | 권재영 |      |      |
| 제473화 | 2009/02/27 | 종손 실종 사건                                  | 하명희 | 유웅식 |      |      |
| 제474화 | 2009/03/13 | 일곱명의 시어머니                               | 도순아 | 김종윤 |      |      |
| 제475화 | 2009/03/20 | 완전한 사랑                                     | 이세라 | 원종재 |      |      |
| 제476화 | 2009/03/27 | 옛 사랑2                                        | 김효은 | 권재영 |      |      |
| 제477화 | 2009/04/03 | 유산상속 스캔들                                 | 하명희 | 유웅식 |      |      |
| 제478화 | 2009/04/10 | 내 인생의 걸림돌2                               | 박계형 | 김종윤 |      |      |
| 제479화 | 2009/04/17 | 내 남편의 슈퍼맨 (최종회)                       | 이세라 | 원종재 |      |      |

### 2기 (1화 ~ 80화)
| 회차   | 방송 일자   | 부제 (서브 타이틀)                | 극본   | 연출   | 비고 |
| ------ | ----------- | --------------------------------- | ------ | ------ | --- |
| 제1화  | 2011/11/11  | 결혼의 목적                       | 김효은 | 김진환 | |
| 제2화  | 2011/11/18  | 오피스 와이프                     | 김태은 | 김종윤 | |
| 제3화  | 2011/11/25  | 아내의 욕망                       | 하승현 | 박기현 | |
| 제4화  | 2011/12/02  | 고개 숙인 남자                    | 김효은 | 김진환 | |
| 제5화  | 2011/12/09  | 아내의 비밀 아르바이트            | 김태은 | 김종윤 | |
| 제6화  | 2012/12/16  | 워킹맘 스캔들                     | 하승현 | 박기현 | |
| 제7화  | 2011/12/23  | 내 사랑 아이돌                    | 김효은 | 김진환 | |
| 제8화  | 2012/01/06  | 색다른 남편                       | 김태은 | 김종윤 | |
| 제9화  | 2012/01/13  | 신데렐라 남편                     | 하승현 | 박기현 | |
| 제10화 | 2012/01/20  | 황혼 연가                         | 김효은 | 김진환 | 이혼 문제가 아닌 노후 문제와 상속 재산 배분에 관한 내용을 다루었으므로, 다른 방송 내용과 달리, 시청 등급을 15세 이상 시청가로 분류하였다. |
| 제11화 | 2012/01/27  | 가짜 이혼                         | 김태은 | 김종윤 | |
| 제12화 | 2012/02/03  | 동서 전쟁                         | 하승현 | 박기현 | |
| 제13화 | 2012/02/10  | 위험한 동거                       | 김효은 | 김진환 | |
| 제14화 | 2012/02/17  | 이웃집 여자                       | 김태은 | 김종윤 | |
| 제15화 | 2012/02/24  | 엄마야 누나야                     | 하승현 | 박기현 | |
| 제16화 | 2012/03/02  | 적과의 동침                       | 김효은 | 김진환 | |
| 제17화 | 2012/03/09  | 사라진 아내                       | 김태은 | 김종윤 | |
| 제18화 | 2012/03/16  | 혼수 전쟁                         | 하승현 | 박기현 | |
| 제19화 | 2012/03/23  | 마녀 사냥                         | 김효은 | 김진환 | |
| 제20화 | 2012/03/30  | 돌아와요, 어머니                  | 김태은 | 김종윤 | |
| 제21화 | 2012/04/06  | 불여우가 간다                     | 하승현 | 박기현 | |
| 제22화 | 2012/04/13  | 아들을 위하여                     | 김효은 | 김진환 | |
| 제23화 | 2012/04/20  | 제비의 순정                       | 김태은 | 김종윤 | |
| 제24화 | 20012/04/27 | 결혼은 사치다                     | 하승현 | 박기현 | |
| 제25화 | 2012/05/04  | 우리 가족                         | 김효은 | 김진환 | |
| 제26화 | 2012/05/11  | 완벽한 결혼                       | 김태은 | 김종윤 | |
| 제27화 | 2012/05/18  | 아내는 외출 중                    | 하승현 | 박기현 | |
| 제28화 | 2012/05/25  | 친절한 미숙씨                     | 김효은 | 김진환 | |
| 제29화 | 2012/06/01  | 두 번째 이혼                      | 김태은 | 김종윤 | |
| 제30화 | 2012/06/08  | 나몰라 패밀리                     | 하승현 | 박기현 | |
| 제31화 | 2012/06/15  | 가족의 비밀                       | 김효은 | 김진환 | |
| 제32화 | 2012/06/22  | 일등맘 스캔들                     | 김태은 | 김종윤 | |
| 제33화 | 2012/06/29  | 고부 전쟁                         | 하승현 | 박기현 | |
| 제34화 | 2012/07/06  | 애인                              | 김민주 | 김진환 | |
| 제35화 | 2012/07/13  | 비자금을 찾아라                   | 김태은 | 김종윤 | |
| 제36화 | 2012/07/27  | 아내는 순정녀                     | 하승현 | 박기현 | |
| 제37화 | 2012/08/17  | 리틀맘 부부                       | 김민주 | 김진환 | |
| 제38화 | 2012/08/24  | 두 며느리                         | 김태은 | 김종윤 | |
| 제39화 | 2012/08/31  | 내 동서의 모든 것                 | 민성원 | 이승면 | |
| 제40화 | 2012/09/07  | 실종                              | 하승현 | 박기현 | |
| 제41화 | 2012/09/14  | 장밋빛 인생                       | 김민주 | 김진환 | |
| 제42화 | 2012/09/21  | 비밀                              | 김태은 | 김종윤 | |
| 제43화 | 2012/10/05  | 별 낳은 부모                      | 민성원 | 이승면 | |
| 제44화 | 2012/10/12  | 처세의 여왕                       | 하승현 | 박기현 | |
| 제45화 | 2012/10/19  | 주폭 마누라                       | 김민주 | 김진환 | |
| 제46화 | 2012/10/26  | 위험한 거래                       | 김태은 | 김종윤 | |
| 제47화 | 2012/11/02  | 처첩대전                          | 민성원 | 이승면 | |
| 제48화 | 2012/11/09  | 최강의 악녀                       | 하승현 | 박기현 | |
| 제49화 | 2012/11/16  | 헬리콥터 맘                       | 김태은 | 김종윤 | |
| 제50화 | 2012/11/23  | 수상한 시누이                     | 민성원 | 이승면 | |
| 제51화 | 2012/11/30  | 처세의 제왕                       | 하승현 | 박기현 | |
| 제52화 | 2012/12/07  | 엄마들의 전쟁                     | 김태은 | 김종윤 | |
| 제53화 | 2012/12/14  | 천하무적 시아버지                 | 민성원 | 이승면 | |
| 제54화 | 2012/12/21  | 완벽한 부부                       | 하승현 | 박기현 | |
| 제55화 | 2013/01/04  | 두 번째 엄마                      | 김민주 | 고찬수 | |
| 제56화 | 2013/01/11  | 위기의 며느리                     | 민성원 | 이승면 | |
| 제57화 | 2013/01/18  | 나는 시어머니다                   | 하승현 | 박기현 | |
| 제58화 | 2013/01/25  | 내 남편의 모든 것                 | 김민주 | 고찬수 | |
| 제59화 | 2013/02/01  | 두 얼굴의 남편                    | 민성원 | 이승면 | |
| 제60화 | 2013/02/15  | 궁합이 뭐기에?                    | 하승현 | 박기현 | |
| 제61화 | 2013/02/22  | 그림자 아내                       | 김민주 | 고찬수 | |
| 제62화 | 2013/03/08  | 아이돌 특집 (1) '공평한 사랑'     | 김민주 | 고찬수 | |
| 제63화 | 2013/03/15  | 엄마, 그리고 딸                   | 민성원 | 이승면 | |
| 제64화 | 2013/03/22  | 동서가 간다                       | 하승현 | 박기현 | |
| 제65화 | 2013/03/29  | 아내의 분노                       | 민성원 | 이승면 | |
| 제66화 | 2013/04/05  | 사랑해, 엄마                      | 김민주 | 고찬수 | |
| 제67화 | 2013/04/12  | 완벽한 그녀의 연애                | 하승현 | 박기현 | |
| 제68화 | 2013/04/19  | 의좋은 형제                       | 민성원 | 이승면 | |
| 제69화 | 2013/04/26  | 아내보다 가까운 그녀              | 김민주 | 고찬수 | |
| 제70화 | 2013/05/03  | 친구와 호구 사이                  | 하승현 | 박기현 | |
| 제71화 | 2013/05/10  | 딸 같은 며느리                    | 민성원 | 이승면 | |
| 제72화 | 2013/05/24  | 아이돌 특집 (2) '사랑하기 때문에' | 김민주 | 고찬수 | |
| 제73화 | 2013/06/07  | 복수 혈전                         | 하승현 | 박기현 | |
| 제74화 | 2013/06/14  | 정의로운 아내                     | 민성원 | 이승면 | |
| 제75화 | 2013/06/21  | 아내의 옛 그림자                  | 김민주 | 고찬수 | |
| 제76화 | 2013/06/28  | 착한 여자                         | 하승현 | 박기현 | |
| 제77화 | 2013/07/05  | 못 생긴 아내                      | 민성원 | 이승면 | |
| 제78화 | 2013/07/12  | 두 번째 첫 사랑                   | 김민주 | 고찬수 | |
| 제79화 | 2013/07/19  | 아내가 애인인 남자                | 하승현 | 박기현 | |
| 제80화 | 2013/07/26  | 양치기 시어머니                   | 민성원 | 이승면 | |

### 2기 (81화 ~ 124화)
| 회차    | 방송 일자  | 부제 (서브 타이틀)               | 극본                 | 연출   | 비고 |
| ------- | ---------- | -------------------------------- | -------------------- | ------ | ---- |
| 제81화  | 2013/08/02 | 누나가 필요해                    | 김민주               | 고찬수 |      |
| 제82화  | 2013/08/09 | 살과의 전쟁                      | 하승현               | 박기현 |      |
| 제83화  | 2013/08/16 | 위험한 사돈                      | 민성원               | 이승면 |      |
| 제84화  | 2013/08/23 | 사랑에 미치다                    | 김민주               | 고찬수 |      |
| 제85화  | 2013/09/06 | 고부 잔혹사 (1)                  | 하승현               | 박기현 |      |
| 제86화  | 2013/09/13 | 아이돌 특집 (3) '내 여자의 남자' | 김민주               | 박기현 |      |
| 제87화  | 2013/09/27 | 지독한 사랑                      | 민성원               | 이승면 |      |
| 제88화  | 2013/10/04 | 오빠가 있다                      | 하승현               | 박기현 |      |
| 제89화  | 2013/10/11 | 눈물의 여왕                      | 민성원               | 이승면 |      |
| 제90화  | 2013/10/18 | 돈이 더 좋아                     | 김민주               | 고찬수 |      |
| 제91화  | 2013/10/25 | 내 집 마련 원정기                | 하승현               | 박기현 |      |
| 제92화  | 2013/11/08 | 꽃보다 남편                      | 민성원               | 이승면 |      |
| 제93화  | 2013/11/15 | 사랑의 조건                      | 김민주               | 고찬수 |      |
| 제94화  | 2013/11/22 | 고부 잔혹사 (2)                  | 하승현               | 박기현 |      |
| 제95화  | 2013/11/29 | 시누이 삼총사                    | 민성원               | 이승면 |      |
| 제96화  | 2013/12/13 | 약한 남자                        | 김민주               | 고찬수 |      |
| 제97화  | 2013/12/20 | 한 지/붕 두 어머니               | 하승현               | 박기현 |      |
| 제98화  | 2014/01/03 | 수상한 모녀                      | 민성원               | 이승면 |      |
| 제99화  | 2014/01/10 | 인형의 집                        | 김민주               | 고찬수 |      |
| 제100화 | 2014/01/17 | 며느리 열전                      | 하승현               | 박기현 |      |
| 제101화 | 2014/01/24 | 1등급 며느리                     | 민성원               | 이승면 |      |
| 제102화 | 2014/02/07 | 특별한 동창생                    | 김민주               | 고찬수 |      |
| 제103화 | 2014/02/28 | 돌아온 남자                      | 하승현               | 박기현 |      |
| 제104화 | 2014/03/07 | 위험한 예언                      | 민성원               | 이승면 |      |
| 제105화 | 2014/03/14 | 불행 바이러스                    | 김민주               | 고찬수 |      |
| 제106화 | 2014/03/21 | 아내는 보스                      | 하승현               | 박기현 |      |
| 제107화 | 2014/03/28 | 개보다 못한 며느리               | 민성원               | 이승면 |      |
| 제108화 | 2014/04/04 | 아이돌 특집 (4) '그녀의 선택'    | 김민주 이진희 최선하 | 고찬수 |      |
| 제109화 | 2014/04/11 | 우아한 가족                      | 하승현               | 박기현 |      |
| 제110화 | 2014/04/25 | 사위들의 전쟁                    | 민성원               | 이승면 |      |
| 제111화 | 2014/05/02 | 은둔형 외톨이                    | 김민주               | 고찬수 |      |
| 제112화 | 2014/05/09 | 처월드 전성시대                  | 하승현               | 박기현 |      |
| 제113화 | 2014/05/16 | 새 엄마                          | 민성원               | 이승면 |      |
| 제114화 | 2014/05/23 | 가족의 탄생                      | 김민주               | 고찬수 |      |
| 제115화 | 2014/05/30 | 엄마, 어디가?                    | 하승현               | 박기현 |      |
| 제116화 | 2014/06/06 | 연상의 아내                      | 민성원               | 이승면 |      |
| 제117화 | 2014/06/13 | 선택 못하는 남자                 | 김민주               | 고찬수 |      |
| 제118화 | 2014/06/20 | 무늬만 남편                      | 하승현               | 박기현 |      |
| 제119화 | 2014/06/27 | 엄마를 부탁해                    | 민성원               | 이승면 |      |
| 제120화 | 2014/07/04 | 옛날 남자                        | 김민주               | 고찬수 |      |
| 제121화 | 2014/07/11 | 두 명의 시어머니                 | 하승현               | 박기현 |      |
| 제122화 | 2014/07/18 | 못생긴 남편                      | 민성원               | 이승면 |      |
| 제123화 | 2014/07/25 | 내 남편의 여자                   | 김민주               | 고찬수 |      |
| 제124화 | 2014/08/01 | 내 아내가 사는 법 (최종회)       | 하승현               | 박기현 |      |

## 같이 보기
- 부부클리닉 사랑과 전쟁의 방영 목록